# Nogona Céline-Josée Bakayoko
Pour les articles homonymes, voir Bakayoko.
Nogona Céline-Josée Bakayoko, née le 28 septembre 1992, est une lutteuse ivoirienne. Elle a aussi pratiqué le badminton.

## Carrière
Nogona Bakayoko pratique le badminton à un niveau continental de ses 23 à 27 ans. Après les Jeux de la Francophonie de 2017, elle découvre la lutte, et remporte des titres nationaux en lutte libre et en lutte africaine en 2017 et 2018, avant de participer aux Jeux africains de 2019 au Maroc.
Elle est médaillée d'argent dans la catégorie des moins de 53 kg aux Championnats d'Afrique de lutte 2022 à El Jadida, perdant en finale face à la Nigériane Mercy Adekuoroye. Elle est à nouveau médaillée d'argent dans cette catégorie aux Championnats d'Afrique de lutte 2023 à Hammamet.
En mars 2024, elle remporte la première médaille de la délégation ivoirienne aux Jeux africains à Accra, en obtenant la médaille d'argent dans la catégorie des moins de 53 kg; puis remporte la médaille de bronze dans la même catégorie aux Championnats d'Afrique de lutte 2024 à Alexandrie. Elle est médaillée d'argent des moins de 53 kg aux Championnats d'Afrique de lutte 2025 à Casablanca.